# Marsha Norman
Marsha Norman (ur. 1947 w Louisville) – amerykańska dramatopisarka, laureatka Nagrody Pulitzera. Wyróżnienie otrzymała za sztukę ‘Night, Mother (Dobranoc Mamusiu). Prapremiera tego dramatu miała miejsce w John Golden Theatre w Nowym Jorku w 1983. W 1986 został on sfilmowany przez Toma Moore’a. Dostała też dwukrotnie nagrodę Tony.